# Heiko Schultz (Universitätskanzler)
Heiko Schultz (* 14. September 1949 in Neubrandenburg) ist ein deutscher Universitätskanzler und Bauingenieur.

## Leben
Heiko Schultz studierte von 1971 bis 1975 an der Hochschule für Architektur und Bauwesen Weimar Bauingenieurwesen und erwarb den akademischen Grad eines Diplomingenieurs. Seine Dissertation »Beitrag zur Silodruckermittlung im Auslaufbereich von Silobauwerken bei zentrischer Entleerung« verfasste er zwischen 1982 und 1986. Von 1975 bis 1982 war er für den Bereich Hochschulbauten an der Hochschule für Architektur und Bauwesen Weimar und als Technischer Leiter eines Planungsbüros tätig.
Von August 1990 bis Dezember 2014 war Schultz amtierender Kanzler der Bauhaus-Universität Weimar und Mitglied der Universitätsleitung. In dieser Funktion wickelte er die strukturellen und personellen Konsequenzen der Wendezeit an der späteren Bauhaus-Universität Weimar (Umbenennung erfolgte 1996) ab und hat Anfang der 1990er Jahre als von Landesminister Ulrich Fickel berufenes Mitglied einer thüringischen Fachkommission zur strukturellen Angleichung der Hochschulen Ost/West wesentlich zur Entwicklung des Hochschulstandorts Weimar beigetragen.
Von September 2003 bis September 2006 war Schultz Bundessprecher der Kanzler der Universitäten der Bundesrepublik Deutschland. Er leitete unter anderem den Arbeitskreis Fortbildung im Sprecherkreis der Universitätskanzlerinnen und -kanzler Deutschlands und ist Vorstandsmitglied im Verein zur Förderung des deutschen und internationalen Wissenschaftsrechts sowie Mitglied des Arbeitskreises Hochschulbauten.
Im Herbst 2023 gab er dem Weimarer Bibliotheksdirektor Frank Simon-Ritz ein Interview, in dem es um sein Wirken als Universitätskanzler geht.